# Поселье (Иволгинский район)
Посе́лье — село в Иволгинском районе Бурятии. Входит в сельское поселение «Гурульбинское».

## География
Расположено на левобережье реки Селенги, к востоку от микрорайона Солдатский Улан-Удэ, непосредственно по улицам гранича с одноимённым микрорайоном Поселье города и различными дачными кооперативами. В подчинение сельского поселения «Гурульбинское» входит ДНТ «Пригородное +». От центра сельского поселения, села Гурульба, находится к востоку в 11 км.

## Население
| 2002 | 2010  | 2021    |
| ---- | ----- | ------- |
| 358  | ↗3797 | ↗15 603 |

## Инфраструктура
МОУ «Средняя общеобразовательная школа Поселья» (открыта 5 июня 2020), фельдшерский пункт, в ДНТ «Пригородное +» — врачебная амбулатория. ДНТ «Эдэм»